# ARDIS
ARDIS (англ. Advanced Radio Data Information Service) — бездротова двостороння мережа передачі даних; спільно належить і управляється компанією Motorola і IBM.

## Історія. Пакетна передача на частотах спеціалізованого мобільного радіозв'язку
Замість організації власної приватної радіомережі компанії часто орендували мережі спеціалізованого мобільного радіозв'язку у таких постачальників, як BellSouth Mobile Data (раніше RAM Communications) і ARDIS (пізніше ввійшла в American Mobile Satellite Corporation). Радіомережі пакетної передачі даних доступні з 1984 р. Вони в основному використовувалися компаніями з перевезення вантажів і диспетчерськими службами для зв'язку з віддаленими працівниками.
Компанія ARDIS була спільно організована корпораціями IBM і компанія Motorola Перша мережа компанії ARDIS побудована фірмою Motorola за замовленням IBM на початку 1980-х років для зв'язку технічного персоналу з офісами IBM. Перша широкомасштабна мережа компанії RAM застосовувалася для передачі електронної пошти між користувачами портативних комп'ютерів.
Спеціалізований мобільний радіозв'язок (SMR) працює в діапазоні частот 800–900 МГц, виділеному для цієї мети Федеральною комісією по зв'язку. Ця смуга спектра радіочастот безпосередньо примикає до частини спектра, що належить стільниковій телефонії. Раніше спеціалізований мобільний радіозв'язок був аналоговим, проте оператори СМР поступово переходять на цифрові технології.
На 1995 рік ARDIS була конкуруючою системою для CDPD і RAM Mobile Data (корпорації BellSouth). Мережа ARDIS з базою в Лінкольнширі (шт. Іллінойс) діяла в близько 10 700 міст і населених пунктів.
На виставці Internet Expo, що відбулася в лютому 1997 в Сан-Хосе (шт. Каліфорнія), IBM представила ПЗ ARTour WebExpress, за допомогою якого мобільні користувачі могли за допомогою бездротових мереж RAM Mobile Data, ARDIS, PMR (Private Mobile Radio), CDPD, GSM і PCS (Personal Communication Services) підключатися до «Всесвітньої павутини» і завантажувати дані з неї. У цьому продукті корпорація застосувала власну технологію програмного стиснення сигналу, яка, як стверджувалося, здатна скоротити обсяг трафіку на 90%.